# Belt Parkway
La Belt Parkway est le nom donné à une série d'autoroutes à accès limité reliées entre elles et formant un cercle en forme de ceinture autour des arrondissements de Brooklyn et du Queens à New York. Le Belt Parkway comprend trois des quatre routes du système de ceinture : la Shore Parkway, la Southern Parkway (à ne pas confondre avec la Southern State Parkway (en)) et la Laurelton Parkway. Les trois routes du Belt Parkway ont une longueur totale de 25,29 milles (40,7 km). La Cross Island Parkway (en) constitue la quatrième route du système, mais elle est signalée séparément.

## Histoire

### Projet

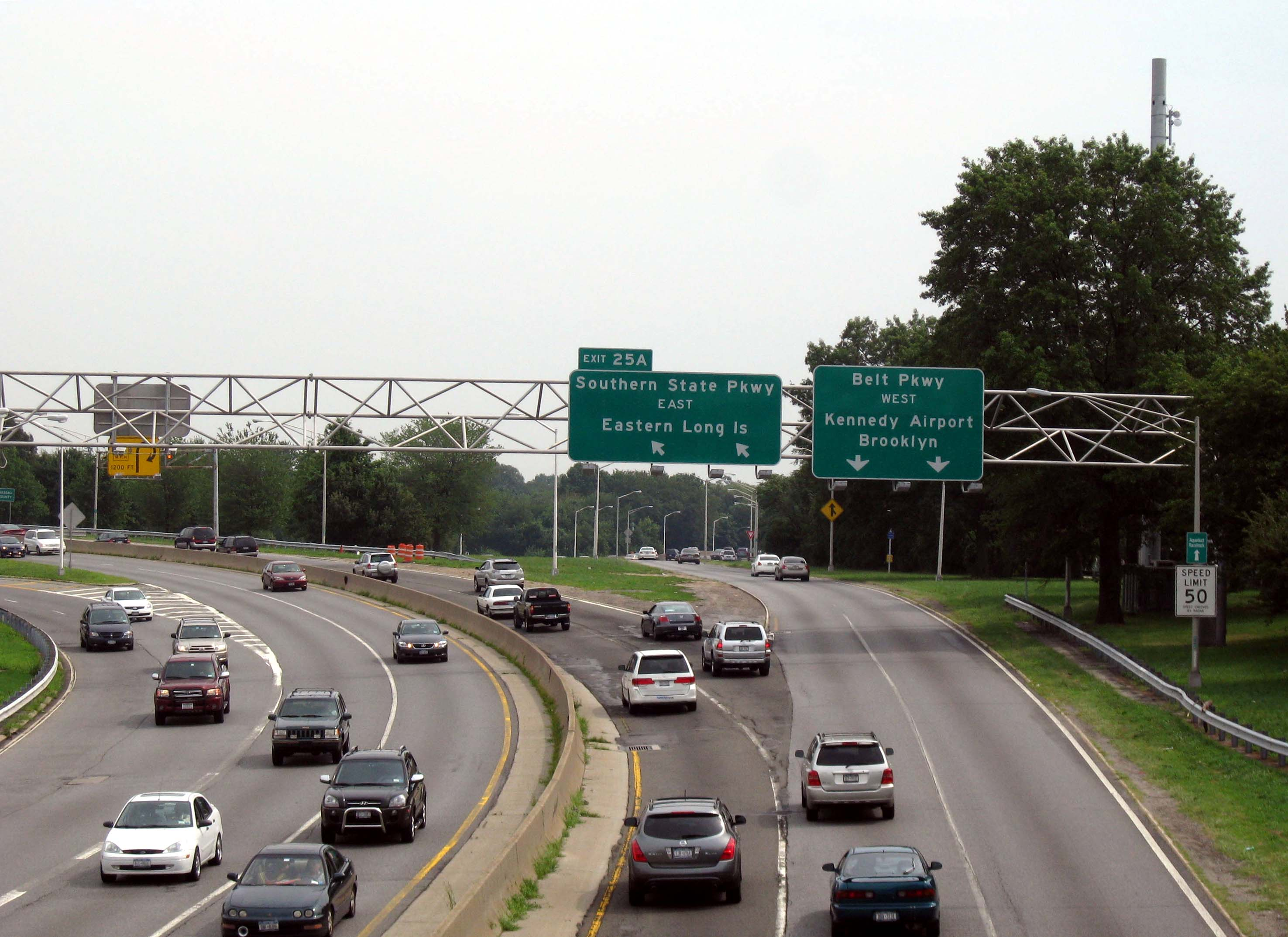
Sortie 25A vue depuis Cross Island Parkway.

La Belt Parkway a été proposée par Robert Moses, fonctionnaire et défenseur des autoroutes, le 25 février 1930, pour permettre l'accès à Manhattan par l'autoroute et pour se relier aux routes déjà construites à Long Island et dans le comté de Westchester, dans l'État de New York, en utilisant des principes de conception similaires. À l'époque, le projet Belt était désigné sous le nom de « Marginal Boulevard »,. Le système Belt faisait partie d'une boucle métropolitaine traversant les cinq arrondissements de la ville de New York ainsi que le New Jersey, proposée par la Regional Plan Association en 1929. Parmi les autres autoroutes proposées dans cette boucle figuraient les futures Cross Bronx Expressway et Staten Island Expressway,,.

Dans un rapport de 1937 intitulé « New Parkways in New York City », le département des parcs de la ville de New York a proposé la Belt Parkway dans les grandes lignes suivantes :

« La Circumferential Parkway commence au parc Owl's Head dans le Narrows, et suit la Shore Drive en passant par Fort Hamilton et le parc Dyker Beach. La ville de New York a acquis le titre de propriété d'une extension le long de Gravesend Bay jusqu'à Bensonhurst Park, et est sur le point d'acquérir les droits de passage restants jusqu'à Guilder Avenue, y compris un terrain suffisant pour la conversion de Guilder Avenue en une véritable promenade avec des voies de service. Il est proposé d'acquérir les droits de passage pour le prolongement de l'avenue Guilder au moyen d'une nouvelle promenade parallèle à l'extension de la promenade marine et au nord de l'avenue Emmons, pour laquelle la ville possède déjà des terrains. Il est proposé de transporter la Circumferential Parkway de Flatbush Avenue, où se termine le prolongement de la Marine Parkway, le long ou à proximité de Jamaica Bay, jusqu'à un point situé sur la Southern Parkway, juste à l'est de la division Rockaway de la Long Island Railroad dans le Queens. Les travaux de conversion de la Sunrise Highway en une véritable promenade sont déjà en cours. Celle-ci sera connue sous le nom de Southern Parkway. »

### Construction
La construction a commencé en 1934. De nouvelles conceptions d'autoroutes ont été mises en place, notamment des routes principales de couleur sombre et des rampes d'entrée et de sortie de couleur plus claire. La route a été ouverte pour la première fois le 29 juin 1940, la plupart des sections des routes de Cross Island, Southern et Shore étant achevées. Une piste cyclable de 12 milles (19,3 km) le long de la section sud de Brooklyn de la Belt Parkway a été ouverte en 1941. La boucle complète a été achevée lorsque la Brooklyn-Queens Expressway (également connue sous le nom de BQE) a été terminée en 1960.
La construction de Belt Parkway a impliqué :
- 9 000 000 m3 de remplissage hydraulique pompé
- 3 700 000 m3 de remplissage sec déplacé
- 1 300 000 m2 de pavement utilisée
- 410 000 m3 de béton utilisé
- 8 800 m3 de la maçonnerie utilisée
- 120 000 m de piliers utilisées
- 290 000 t d'acier utilisé
- 9 000 hommes employés

Toutes les promenades d'origine, à l'exception de la Gowanus, ont été construites sur des emprises gazonnées et arborées, dans un environnement plus vert que la plupart des autoroutes de leur époque. Pour construire des sections entre les sorties 7 et 8 dans les années 1930, on a comblé certaines parties du ruisseau de Coney Island, achevant ainsi le processus, entamé plus d'une décennie avant le début de la construction, de transformation de Coney Island d'une île en une péninsule. La Gowanus Parkway, qui remplace en partie la ligne démolie de la Cinquième Avenue, a été construite en tant que structure surélevée au-dessus de Third Avenue et Hamilton Avenue afin d'éviter les quais actifs et les zones industrielles, notamment Sunset Park (en), à Brooklyn.
Comme la plupart des parkways de l'État de New York, les parkways faisant partie du système de ceinture ont été fermées à la circulation commerciale, y compris à tout véhicule non immatriculé pour le transport de passagers et à tout camion commercial, quelle que soit sa taille,.

### Achèvement
Le système n'a pas été achevé en tant que promenade, et certaines parties du système original ont été converties en voies rapides, qui pouvaient être utilisées par le trafic commercial. Ces portions de voies rapides comprenaient la Gowanus Expressway, qui remplaçait la Gowanus Parkway en tant que liaison entre Manhattan et le pont Verrazano-Narrows vers Staten Island et le New Jersey (désormais inclus dans le cadre de la I-278) ; Whitestone Expressway, qui a converti Whitestone Parkway en route pour camions pour relier Van Wyck Expressway au pont du Bronx-Whitestone (désormais inclus dans le cadre de la I-678) ; et l'autoroute Brooklyn-Queens, construite comme voie rapide pour relier la Gowanus Parkway/Expressway au Triborough Bridge et à la Grand Central Parkway pour compléter le système (désormais inclus dans le cadre de la I-278).
En 1969, le conseil municipal de New York a co-nommé la Belt Parkway Leif Ericson Drive entre la sortie 2 et la sortie 9, pour reconnaître l'importante population scandinave de Bay Ridge.